# Oficina de Registro de Eugenesia

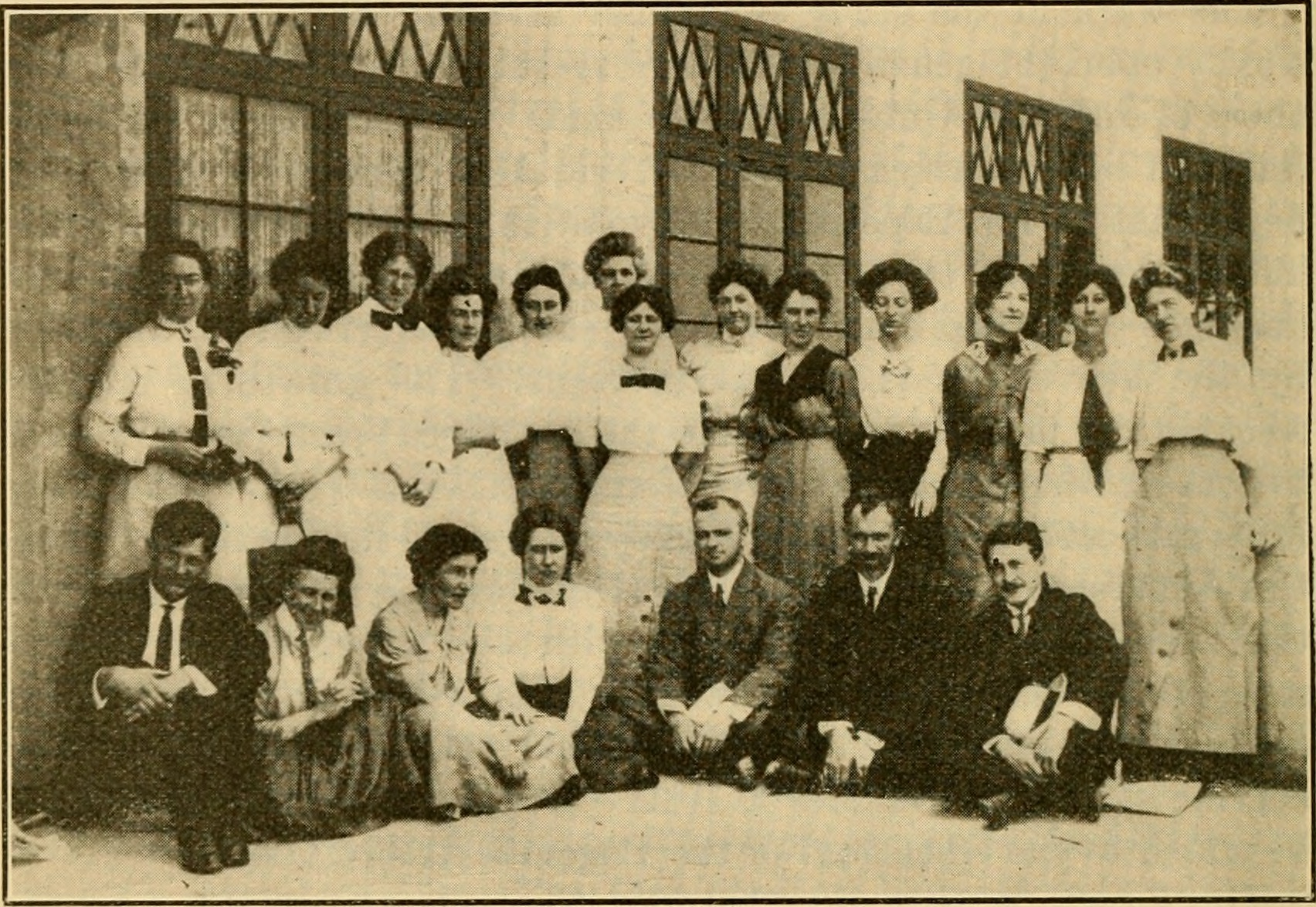
Primera Conferencia Anual de Trabajadores de Campo, Oficina de Registro de Eugenesia

La Oficina de Registro de Eugenesia (ORE) fue un instituto de investigación situado en Cold Spring Harbor (Nueva York) que reunía información biológica y social de la población estadounidense, funcionando como centro para el estudio de la eugenesia y genética humana desde 1910 hasta 1939. Fue creada por la Estación para la Evolución Experimental que, posteriormente, adoptó el nombre de “Departamento de Genética del Instituto Carnegie”.
Tanto su fundador, Charles Benedict Davenport, como su director, Harry H. Laughlin, fueron los principales contribuyentes en el campo de la eugenesia en Estados Unidos. Su cometido era recopilar información substancial sobre la ascendencia de la población estadounidense con la intención de crear propaganda que avivase el movimiento eugenésico y promoviera la idea del perfeccionamiento de la raza.

## Historia
El movimiento eugenésico fue popular y considerado progresista a principios del siglo XX. Charles Davenport, uno de los líderes de esta iniciativa, creía firmemente que era necesario aplicar los principios de la genética mendeliana  en humanos. Gertrude Davenport, su esposa, también fue una importante figura en este movimiento y en el establecimiento de la ORE.  Fue una embrióloga y genetista que, junto a su marido, escribió artículos respaldando la idea de que la genética mendeliana era aplicable en humanos.
Davenport convenció al Instituto Carnegie para fundar la ORE, apoyado por el argumento de que la oficina de eugenesia recopilaría información para la investigación en genética humana. Él tenía buenos contactos entre la gente rica de la sociedad de la época y logró presionarlos para que financiasen su proyecto. Mary Harriman (viuda del magnate ferroviario E. H. Harriman), la familia Rockefeller y el Instituto Carnegie fueron los principales inversores hasta 1939. En 1935 este último envió un equipo para supervisar el trabajo de la ORE , y como resultado se ordenó la paralización de toda actividad. Cuatro años más tarde, el nuevo presidente del Instituto Carnegie, Vannevar Bush, forzó la jubilación de Laughlin y retiró toda financiación destinada a la ORE, lo que provocó su cierre a finales de año.
Harry H. Laughlin,  antiguo superintendente escolar en Iowa, ocupó un cargo similar al de subdirector en la ORE. Charles Davenport lo nombró director debido a su amplio conocimiento sobre procreación y su aplicación en los humanos. Bajo el mando de Laughlin, la ORE apoyó leyes que llevaron a la esterilización forzosa de muchos estadounidenses categorizados como “socialmente inadecuados”.
Para llevar a cabo sus objetivos la ORE contó con una serie de comités: el Comité de Herencia de Rasgos Mentales que incluía entre sus miembros a Robert M. Yerkes y Edward L. Thorndike y el Comité sobre la Herencia de la Sordomudez en el que participaba Alexander Graham Bell. Laughlin formaba parte del Comité de Esterilización y el Comité sobre la Herencia de la Deficiencia Mental que incluía, entre otros, a Henry Herbert Goddard. Otros miembros destacados de la junta eran científicos como Irving Fisher, William E. Castle y Adolf Meyer.
En los años 20 del siglo pasado, la Oficina de Registro de Eugenesia (ORE) se fusionó con la Estación para la Evolución Experimental y adoptó el nombre de “Departamento de Genética del Instituto Carnegie”.
Finalmente cerró en diciembre de 1939 debido, en gran parte, a la desaprobación recibida. La información que había sido recopilada por la ORE se distribuyó entre otras organizaciones de investigación genética y servicios de recogida de datos.
Sus informes, artículos, gráficos y genealogías fueron considerados hechos científicos en su día, pero desde entonces han sido refutados. En 1944, sus registros se transfirieron al Instituto Charles Fremont Dight para la Promoción de la Genética Humana en la Universidad de Minnesota.
Cuando el Instituto Dight cerró en 1991, el material genealógico fue grabado por la Sociedad Genealógica de Utah y entregado al Centro de Genética Humana. El material no-genético no fue filmado, pero sí cedido a la Biblioteca de la Sociedad Filosófica Americana, la cual tiene también una copia del microfilm. Hoy en día, el laboratorio Cold Spring Harbor sigue conservando todos los informes completos, registros de comunicaciones y artefactos de la ORE con fines históricos, didácticos y de investigación. Los documentos se encuentran archivados en un campus y se puede acceder a ellos en línea, a través de una serie de páginas web.

## Métodos
La ORE recopilaba estos datos principalmente a través de cuestionarios. En ellos se formulaban preguntas en las que se describían las características de los individuos y de sus familias, las cuales iban desde las propiedades físicas hasta las psíquicas. Muchos de estos cuestionarios los llevaban a cabo trabajadores de campo, generalmente mujeres instruidas (con menos ofertas de trabajo), que preguntando puerta por puerta recogían la información. Muchas de ellas tenían una licenciatura en Biología, e incluso un posgrado. Además, la ORE tenía otros sistemas para recopilar esos cuestionarios, como enviarlos por correo y promoverlos como métodos para que las familias supieran más acerca de su linaje genético y su historia familiar.
Los datos recopilados por estos trabajadores de campo proporcionaron gran parte de la información que facilitó la aprobación de diversas leyes a lo largo de los años 20.
La ORE divulgó su información y su mensaje a través de diversos medios, entre los cuales se incluyen un periódico llamado Eugenical News, carteles de propaganda sobre la selección artificial y panfletos con información sobre el movimiento.

## Controversia
La eugenesia fue y sigue siendo un tema controvertido debido a la presión que ejercen los eugenistas radicales para que el gobierno apruebe leyes que podrían restringir las libertades de las personas con rasgos considerados indeseables. En concreto, la ORE dedicó sus recursos a la restricción de inmigrantes y a la esterilización forzada de personas con características indeseables. Promovieron sus ideas a través de la distribución de propaganda presentada en forma de imágenes y documentos informativos.
Otro hecho que causó tensión tanto dentro como fuera de la organización, fueron las propuestas políticas radicales de Harry H. Laughlin, conocido por su dogmatismo, al igual que por mostrar pruebas fraudulentas para apoyar políticas de esterilización forzosa. Además de esto, el ascenso del nazismo en la década de 1930, junto con el empleo y la creencia en la eugenesia, condujeron a grandes críticas así como al cierre definitivo de la organización y sus prácticas.
- Datos: Q5408221